# اسکات هالبراشتات
اسکات هالبراشتات (انگلیسی: Scott Halberstadt؛ زادهٔ ۱۷ اوت ۱۹۷۶) یک هنرپیشه اهل ایالات متحده آمریکا است. وی بین سال‌های ۲۰۰۲ تا ۲۰۱۰ میلادی فعالیت می‌کرد.

## گزیده فیلمشناسی
از فیلم‌ها یا برنامه‌های تلویزیونی که وی در آن نقش داشته‌است می‌توان به آثار زیر اشاره کرد.
- نگهبان (مجموعه تلویزیونی آمریکایی) ()